# Samoa Broadcasting Corporation
Samoa Broadcasting Corporation (en abrégé SBC) est une entreprise de radiodiffusion basée à Samoa. Fondée en 2003, cette entreprise publique opérait à l'origine une chaîne de télévision (SBC Television) et une station de radio (SBC Radio 1). 
L'entreprise est divisée en deux entités en 2008 : la télévision nationale, privatisée, est rachetée par une société commerciale baptisée Samoa Quality Broadcasting. Elle émet aujourd'hui sous le nom de TV 1. 
Seule la radio nationale reste aujourd'hui la propriété du gouvernement, perpétuant sa mission de service public.

## Description
Les premières émissions de la radio de Samoa (Radio 2AP) ont lieu en 1929, alors que le pays est encore un territoire néo-zélandais. L'arrivée de la télévision est plus tardive, le gouvernement lançant une unique chaîne en 1993 (Televise Samoa). Les deux médias sont réunis peu après en une compagnie baptisée Western Samoa Broadcasting Department.
Une première réorganisation de l'audiovisuel public est menée en 2003. La société est alors rebaptisée Samoa Broadcasting Corporation. Le gouvernement décide cependant de privatiser une partie de l'entreprise quelques années plus tard.
SBC Radio 1 — désormais seul média public de Samoa — émet en modulation d'amplitude (540 kHz) afin de pouvoir toucher un bassin de population plus étendu. Ses programmes sont tournés vers l'information, la culture et le divertissement. Station de caractère généraliste, elle diffuse en anglais et en samoan.
Le siège de l'entreprise est situé dans le quartier de Mulinu'u à Apia, la capitale et principale agglomération du pays.